# Красний Вугол (Березинський район)
Красний Ву́гол, трапляється варіант Червоний Ву́гол (біл. вёска Красны Вугал, вёска Чырвоны Вугал) — село в складі Березинського району Мінської області, Білорусь. Село підпорядковане Капланецькій сільській раді, розташоване в східній частині області.